# Michael Goodfellow
Michael Goodfellow (Stirling, 8 de octubre de 1988) es un deportista británico que compite por Escocia en curling.
Participó en los Juegos Olímpicos de Sochi 2014, obteniendo una medalla de plata en la prueba masculina.
Ganó tres medallas en el Campeonato Mundial de Curling entre los años 2011 y 2013, y dos medallas de bronce en el Campeonato Europeo de Curling, en los años 2013 y 2018.

## Palmarés internacional
| Representando al Reino Unido |                      |                   |        |
| Juegos Olímpicos             |                      |                   |        |
| Año                          | Lugar                | Medalla           | Prueba |
| 2014                         | Sochi (Rusia)        | Medalla de plata  | Equipo |
| Representando a Escocia      |                      |                   |        |
| Campeonato Mundial           |                      |                   |        |
| Año                          | Lugar                | Medalla           | Prueba |
| 2011                         | Regina (Canadá)      | Medalla de plata  | Equipo |
| 2012                         | Basilea (Suiza)      | Medalla de plata  | Equipo |
| 2013                         | Victoria (Canadá)    | Medalla de bronce | Equipo |
| Campeonato Europeo           |                      |                   |        |
| Año                          | Lugar                | Medalla           | Prueba |
| 2013                         | Stavanger (Noruega)  | Medalla de bronce | Equipo |
| 2019                         | Helsingborg (Suecia) | Medalla de bronce | Equipo |